# Super Boy (bande dessinée française)
Ne doit pas être confondu avec Superboy.
Pour les articles homonymes, voir Superboy (homonymie).
Super Boy — à ne pas confondre avec le Superboy de DC comics — est une bande dessinée française de super-héros, créée en 1958 par Félix Molinari et publiée jusqu'en 1986 par les éditions Impéria, dans la revue en petit format du même nom.

## Synopsis
Super Boy, dont les aventures se déroulent aux États-Unis, est un jeune homme capable de voler grâce à une ceinture munie de réacteurs : il défend les innocents et combat les malfaiteurs, avec la bénédiction du chef de la police. Les premiers épisodes ne disent rien de la véritable identité de Super Boy ni de la manière dont il a obtenu son équipement. Son univers s'étoffe ensuite progressivement : le lecteur fait la connaissance de son oncle Matt, qui l'aide sur le plan technique, et de sa sœur Rochelle. Au fil des épisodes, le héros affronte des gangsters et des savants fous, puis des menaces plus fantastiques telles que des envahisseurs extraterrestres ou des voyageurs du temps.

## Historique de la série
Les Éditions du siècle - rebaptisées ensuite Impéria - lancent en 1949 un petit format intitulé Super Boy : à l'origine, la revue ne contient cependant pas de série de ce nom et publie des histoires d'humour ou d'aventure. En 1958, Robert Bagage, fondateur d'Impéria, décide d'inclure dans la revue une série qui porterait le même titre ; Félix Molinari crée alors un personnage de super-héros, qui fait son apparition dans le n°112 de la revue, en décembre 1958. La série est lancée à une époque où les personnages américains comme Superman et Batman sont, depuis plusieurs années, absents des kiosques français. Passionné d'aviation, Molinari a eu l'idée du personnage en découvrant les premiers essais de jet pack. Les premiers épisodes semblent avoir été scénarisés par l'épouse de Robert Bagage.
Destinées à un jeune lectorat, les aventures de Super Boy prennent soin d'éviter les foudres de la censure et de se conformer à la loi de 1949 sur les publications pour la jeunesse qui avait entraîné la disparition de nombreuses séries françaises de super-héros, comme Fantax. Les pouvoirs surnaturels et les identités secrètes généralement associés aux super-héros sont alors particulièrement mal vus par les censeurs français : dès lors, Super Boy ne porte pas de masque, ne semble faire aucun effort particulier pour cacher son identité — lorsqu'il est en civil, il arbore même sur son t-shirt les initiales SB de son costume de super-héros — et n'a pas de super-pouvoirs, ses capacités découlant d'appareils futuristes. En présentant la série, l'éditeur tient même à avertir ses lecteurs que les exploits de Super Boy « ne sont nullement ceux d'un surhomme, mais simplement ceux d'un garçon comme vous, intelligent, courageux et loyal » et que les progrès de la technique pourront un jour leur permettre d'espérer en faire autant. Les auteurs s'attachent à donner à tous les prodiges une explication « scientifique », bannissant ainsi le surnaturel à proprement parler. Les prétentions au « réalisme » disparaissent cependant progressivement, à mesure que la série, pour se renouveler, met en scène des péripéties de plus en plus extraordinaires.
Hormis la présence de personnages récurrents, les auteurs de la série ne se soucient pas de lui donner une réelle continuité narrative : Super Boy rencontre ainsi plusieurs fois des extraterrestres en s'étonnant à chaque fois de leur existence, sans tenir compte des précédences aventures. La plupart des épisodes de Super Boy font figure d'histoire complète pouvant être lue indépendamment des autres. Au cours des années 1960, alors que la série s'est installée dans la durée, les auteurs varient les adversaires de Super Boy, qui devient alors le premier super-héros français à affronter de temps à autre des méchants pouvant être qualifiés de super-vilains.
Félix Molinari anime la série jusqu'en 1970. À cette date, s'étant lassé, il abandonne Super Boy tout en continuant d'illustrer les couvertures ; l'éditeur confie alors la série à des auteurs espagnols comme Rafael Mendez ou José Maria Ortiz. Avec les années, Impéria tend de plus en plus à rééditer d'anciens épisodes. Par ailleurs, alors que d'autres éditeurs de petits formats, comme Lug ou Arédit, sont passés à la couleur et à un format plus grand, Impéria en demeure au noir et blanc et à un format de poche, ce qui contribue à une désaffection du lectorat. Dès les années 1970, Super Boy est éclipsé en France par les super-héros américains de Marvel ou DC. Ses aventures continuent néanmoins de paraître dans les kiosques jusqu'en 1986 (Super Boy n°402, mai 1986) ce qui constitue un record de longévité pour une série française de super-héros.